# 黨希昀
黨希昀（1989年4月16日—），出生於臺灣桃園市，網名帶筆老師。臺灣圍棋女子職業棋士，現為圍棋職業三段。

## 經歷
黨希昀，1989年4月16日出生於臺灣桃園市，畢業於武陵高中、國立清華大學工程與系統科學系學士、國立交通大學材料科學與工程研究所碩士。
黨希昀於2004年1月成為職業初段，2008年因台灣棋院要求棋士簽署〈台灣棋院職業棋士同意書〉事件，與其他11名棋士共同退出台灣棋院，加盟中國圍棋會。2010年台灣棋院與棋士和解後，重返台灣棋院。2012年10月晉升職業二段，2023年9月晉升職業三段。
2020年11月，黨希昀與時為圍棋業餘棋士詹宜典結婚，而後2021年詹宜典以兩次世界業餘圍棋大賽冠軍資歷，獲台灣棋院晉升為職業三段。

## 主要賽事成績
頭銜賽獲得冠軍並取得頭銜1次，為2018年第一屆大森盃女子名人賽冠軍，取得「女子名人」頭銜。
2018年「第一屆大森盃女子名人賽」於本賽，黨希昀先後擊敗張正平三段、俞俐均二段、楊子萱二段，奪得勝部冠軍。而後在8月27日於臺北市應昌期圍棋教育基金會與敗部冠軍楊子萱對戰，黨希昀執黑中盤勝楊子萱獲得冠軍。
| 年份 | 賽事                   | 項目 | 成績 |
| ---- | ---------------------- | ---- | ---- |
| 2012 | 第二屆鈺德盃女子名人賽 |      | 亞軍 |
| 2013 | 第三屆鈺德盃女子名人賽 |      | 亞軍 |
| 2018 | 第一屆大森盃女子名人賽 |      | 冠軍 |
| 2019 | 第二屆大森盃女子名人賽 |      | 亞軍 |

## 外部連結
- 帶筆老師的Facebook專頁